# 1647
Cette page concerne l'année 1647  du calendrier grégorien.
L'année 1647 est une année commune qui commence un mardi.

## Événements
- 25 mars : le navire hollandais Nieuw-Haerlem échoue au Cap. Son équipage est contraint de rester un an sur place[1].
- 27 mars : arrêt portant règlement en faveur des habitants du Canada[2]. Création du Conseil de Québec « chargé de l'ordre et de la justice en Nouvelle-France ». Il dirige les finances, le commerce des fourrures et la politique générale. Il était formé, à l'origine, des gouverneurs de Québec et de Montréal et du supérieur des jésuites. Il admet dans ses réunions, avec voix délibérative, les syndics ou représentant élus de Québec, de Trois-Rivières et de Montréal. En 1663, le Conseil de Québec a été supprimé et remplacé par le Conseil Souverain.
- 11 mai : arrivée à Manhattan de Pieter Stuyvesant, nouveau directeur général de la Nouvelle-Néerlande en remplacement de William Kieft[3].
- 15 mai : Guillaume Couture reçoit une concession de terre à la Pointe-Lévy[4] (futur village de la seigneurie de Lauzon) située devant la Ville de Québec au Canada et qui deviendra la Ville de Lévis en 1861.
- 10 juin : victoire navale espagnole sur les Provinces-Unies à la bataille du port de Cavite, dans la baie de Manille, aux Philippines[5].
- 22 juin : les privilèges de la Compagnie néerlandaise des Indes orientales sont renouvelés, moyennant quelques concessions des directeurs[6].
- 30 juin : les Espagnols évacuent à Porto Rico la garnison de Saint-Martin, victime d'une épidémie ; des colons Français et Hollandais occupent l'île[7].
- 9 août : décret de persécution des chrétiens dans la province de Fujian[8], à la suite d'un conflit entre les Jésuites, qui tolèrent les cérémonies traditionnelles des Chinois en l'honneur de leurs ancêtres, jugées laïques, et les franciscains et les dominicains, qui les interdisent. À Fu'an, un jeune converti ayant brisé la tête d'une idole pour prouver son impuissance, la foule marche sur l'église, la dévaste et frappe le converti à coups de bambou. Les missionnaires doivent évacuer leurs établissements. Obstiné, le dominicain Diez, revient à Fu'an pour arracher l'inscription proscrivant le christianisme[9].
- Famine à Madras, en Inde[10].

### Europe
- 8 janvier : création du défensional de Wil[11]. La Suisse se dote d'un Conseil de guerre fédéral pour assurer la neutralité du pays dans le cadre de la guerre de Trente Ans[12].
- Janvier : Wrangel assiège Lindau, mais doit se retirer le 6 mars[13].
- 27 février : création en Suède de la première Société de Commissaires- priseurs spécialisés dans l'art : la « Stockholms Auktionsverk »[14].
- 14 mars : 
  - Armistice d'Ulm entre la France, la Suède et la Bavière à la suite des succès de Turenne sur le Rhin : l'électeur de Bavière se retire du parti impérial et déclare sa neutralité. La France lui reconnaît la dignité électorale[13].
  - Mort du Stathouder de la République des Provinces-Unies, Frédéric-Henri de Nassau, auquel succède son fils Guillaume II d'Orange[15].
- 15 avril : Turenne est rappelé en France pour renforcer l'armée des Flandres. Il est à Saverne le 6 juin[13]. Ses troupes, irrégulièrement payées, se débandent.
- 12 mai : nouveau siège de Lérida[16].
- 18 mai : l'Autriche est consacrée à la Vierge Marie[17].
- 20 mai : révolte à Palerme contre le vice-roi, le marquis de Los Velez, due aux taxes sur les produits de grande consommation. Le vice-roi est chassé et les insurgés obtiennent la suppression des impôts les plus impopulaires et la dissolution du Sénat. Giuseppe D'Alesi prend le pouvoir (13 août) mais est assassiné le 22 août[18].
- 23 mai, Italie : le marquis de Caracena, nouveau gouverneur du Milanais, prend Nizza dans le Montferrat[19] ; l'armée française d'Italie ne peut pas déboucher sur le Milanais, tandis que la flotte ne parvient pas à soutenir les Napolitains révoltés.
- 31 mai, Pays-Bas : prise d'Armentières par les Espagnols de l'archiduc Léopold, qui reprennent l'offensive face à Gassion et Rantzau[20]. Ils prennent Comines, puis assiègent Landrecies le 27 juin, qui capitule le 18 juillet[21].
- 16 juin : couronnement de Ferdinand de Habsbourg, roi de Hongrie[22].
- 17 juin : le Grand Condé lève le siège de Lérida en Catalogne[16]. Il rend Mazarin responsable de sa déconvenue.
- Juin : alliance russo-polonaise contre les Turcs négociée par Adam Kisiel. Les Polonais feront la guerre en Turquie et les Russes en Crimée[23].
- 7 juillet : révolte des Napolitains contre l'Espagne à l'occasion de la perception d'une taxe sur les fruits. Le pêcheur d'Amalfi Thomas Aniello, dit Masaniello prend la tête de la foule. Le vice-roi, le duc d'Arcos, se retire dans la forteresse du Château-Neuf tandis que l'insurrection se répand dans la région de Salerne, dans les Pouilles et en Calabre. Masaniello est assassiné le 16 juillet sur ordre du vice-roi. Il remplacé par l'armurier Gennaro Annese, qui proclame la République napolitaine  et la place sous la protection de la France. La flotte espagnole de don Juan d'Autriche paraît devant Naples. Les insurgés font appel à l'ambassadeur de France à Rome (24 octobre)[24].
- 16 juillet : le général suédois Wrangel prend Eger, avance jusqu'à Pilsen mais doit se retirer faute de vivres[13].
- 19 juillet : Gassion reprend La Bassée pendant que Rantzau se rend maître de Dixmude le même jour[21].
- 20 juillet : Turenne écrase l'armée des Weimariens révoltée entre Arnstein et Königshofen ; les survivants rejoignent l'armée suédoise[13].
- 7 septembre : traité d'alliance de Passau contre la Suède entre l'empereur Ferdinand III et Maximilien de Bavière qui dénonce l'armistice d'Ulm tout en restant neutre envers la France[13].
- 22 septembre : le maréchal de Gassion fait le siège de Lens. Il est mortellement blessé le 28 septembre[21].
- 3 octobre : reddition de Lens[21].
- 14 novembre : prise de Dixmude par les Espagnols[20].

- 1647-1652 : épidémie de peste en Espagne[25].
- 1647-1654 : en Russie, le tsar ordonne la construction d’un système de villes fortifiés dans les provinces de Belgorod et de Simbirsk[26].
- Institution en Russie d'un code de législation militaire adapté du « règlement de Charles Quint »[27].

#### Iles britanniques
- 30 janvier : Charles Ier d'Angleterre est livré au Parlement par les Écossais[28].
- 23 juillet : le roi refuse un projet constitutionnel (Heads of Proposals), soumis par le gendre de Cromwell, Ireton, qui lui retire tout contrôle sur l'armée et la politique étrangère, et prévoit de renouveler le Parlement, réduit aux Communes, tous les deux ans[29].
- 8 août : victoire des Parlementaires sur les confédérés irlandais du Leinster à la Bataille de Dungan's Hill[30].

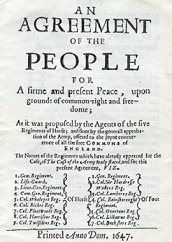
Agreement of the People

- 28 octobre-11 novembre : débats de Putney, rassemblent les « Levellers » (Niveleurs) et des membres de la New Model Army pour discuter d'une nouvelle constitution[31]. Ils aboutissent à L'Accord du peuple (Agreement of the People), manifeste des Niveleurs reposant sur l'égalité des droits de tous les individus et le caractère inaliénable de leur liberté. Ils revendiquent le suffrage universel masculin et le renouvellement annuel du Parlement, et appellent de leurs vœux une société composée de petits propriétaires. Les Niveleurs, qui préconisent une démocratie politique (abolition du pouvoir personnel, stricte égalité devant la loi, droit de vote, propriété), signent une série de pétitions adressées au Parlement réclamant notamment le partage des terres. Les Diggers, conduits par Gerrard Winstanley, prônent un communisme agraire.
- 11 novembre : le roi Charles Ier d'Angleterre parvient à s'échapper[32].
- 15 novembre : mutinerie de Corkbush Field[33].
- 18 novembre : victoire des Parlementaires du comte d'Inchiquin sur les confédérés irlandais du Munster à la bataille de Knocknanuss[30].
- Peste à Londres[34].
- La Société des Amis (Quakers) est fondée par le cordonnier George Fox[35]. Elle est animée d’un esprit profondément égalitaire et hostile à tout dogmatisme. Les Quakers veulent atteindre Dieu par une illumination intérieure mystique.

## Naissances en 1647
- 16 avril : Matthys Naiveu, peintre néerlandais († 4 juin 1726).
- 7 août : Anne Tannegy Le Fèvre, future Mme Dacier.
- 22 août : Denis Papin, inventeur français († 1712).
- 18 novembre : Pierre Bayle, philosophe et écrivain français († 28 décembre 1706).
- 20 novembre : Jan van Huchtenburg, peintre et graveur néerlandais († 2 juillet 1733).
- Date précise inconnue :
  - Gregorio de Ferrari, peintre baroque italien de l'école génoise († 1726).
  - Pelham Humfrey, compositeur anglais († 14 juillet 1674).
  - Hayat Khan Khudakka, 4e Sultan de Safa et 7e chef de la tribu des Abdali  († 26 avril 1729).
  - Andrea López Caballero, peintre baroque italien († ?).

## Décès en 1647
- 29 janvier : Francis Meres, ecclésiastique et écrivain anglais (° 1565).
- 12 mars :  Kobori Enshū, daimyo, architecte et maître de thé de l'époque d'Edo (° 1579).
- 14 mars : Frédéric-Henri de Nassau, capitaine et amiral général des Provinces-Unies, Prince d'Orange, comte de Nassau, stathouder de Zélande, de Gueldre, d'Utrecht, d'Overrijssel et de Drenthe (° 29 janvier 1584).
- 25 avril : Matthias Gallas, général de l'armée impériale pendant la guerre de Trente Ans (° 16 septembre 1584).
- 23 mai : Claude Mollet, jardinier, dessinateur de jardins et théoricien français (° 1557).
- 12 juin : Thomas Farnaby, grammairien anglais (° 1575).
- 1er août : Degoreus Whear,  professeur d'université et historien anglais (° 1573).
- 5 août : Gaspar Hurtado, théologien et philosophe espagnol (° 1575).
- 10 août : Rodrigo Caro, poète, humaniste et archéologue espagnol (° 4 octobre 1573).
- 2 septembre : Charls Butler, homme d’Église et scientifique britannique (° 1559).
- 18 septembre : Pietro Carrera, prêtre, historien et joueur d'échecs italien (° 12 juillet 1573).
- 2 octobre : Jean de Gassion, chef militaire et maréchal de France (° 20 août 1609).
- 8 octobre : Christian Sørensen Longomontanus, astronome et mathématicien danois (° 4 octobre 1562).
- 17 octobre : Pierre Casani, prêtre italien (° 8 septembre 1570).
- 25 octobre : Evangelista Torricelli, physicien italien (° 15 octobre 1608).
- 13 novembre : Gian Vittorio Rossi, érudit italien (° 1577).
- 1er décembre : Joseph Gaultier de la Vallette, astronome français (° 24 novembre 1564).
- 10 décembre : Abe Masatsugu, daimyō du début de l'époque d'Edo du Japon  (° 1569).
- 15 décembre : Isaac de Castro Tartas, marrane et martyr juif (° 1623).
- 22 décembre : Peter Oliver, peintre miniaturiste anglais (° 1594).

- Date précise inconnue :
  - Bartolomeo Chioccarello, jurisconsulte et érudit italien (° 23 août 1575).
  - Achatius II de Dohna, burgrave allemand (° 1581).
  - Ferdinando Gorges, homme politique anglais (° 1565).
  - Dirck Govertsz, peintre néerlandais (° 1575).
  - John Milton, compositeur anglais (° 1562).
  - Daniel Nijs, marchand d'art néerlandais  (° 1572).
  - Matheo Romero, compositeur espagnol d'origine liégeoise (° vers 1575).
  - Bartolomeo Tortoletti, poète et érudit italien (° 1560).
  - Willem Usselincx, marchand flamand, fondateur de la Compagnie des Indes occidentales néerlandaise (° 1567.
  - Zeng Jing, peintre chinois (° 1564).